# Markvartice, Jičín
Markvartice là một làng thuộc huyện Jičín, vùng Královéhradecký, Cộng hòa Séc.